# Looke
Looke é uma plataforma brasileira de streaming de filmes e séries por assinatura, lançada em abril de 2015. Seu catálogo conta com mais de dez mil conteúdos de diferentes gêneros e países, incluindo títulos originais e exclusivos, e ainda o Looke Kids, uma área dedicada às crianças que pode ser acessada separadamente dos demais títulos.
Até fevereiro de 2022, funcionou como plataforma híbrida, oferecendo tanto conteúdo sob demanda (compra e locação) como por assinatura.
Atualmente, o Looke está presente no México e também pode ser acessado e assinado através das plataformas da Amazon Prime Video Channels, Claro TV+ e Vivo Play. 

## História
O Looke foi criado em 2015 por Marcelo Spinassé. Inicialmente, era uma plataforma híbrida de TVOD e SVOD, ou seja, parte do conteúdo presente no Looke era de títulos recém-saídos do cinema, que podiam ser comprados ou alugados, e outra parte podiam ser acessados via assinatura mensal ou anual. 
Em 2022, o Looke descontinuou o TVOD e passou a ser destinado somente aos assinantes, modelo que segue até hoje. 

## Cronologia
2015 - Criação do Looke em 28 de abril de 2015 como serviço híbrido, que oferecia títulos para aluguel e compra e também por assinatura. 
2016 - Em outubro de 2016, o conteúdo passou a ser disponibilizado para assistir offline (sem conexão com a internet). 
2017 - Em janeiro de 2017, o Looke agregou em seu catálogo programas antigos da TV Globo..
2018 - O Looke passou integrar a grade de aplicativos do NOW, para clientes da NET e da Claro TV.  Em outubro de 2018, O Looke lançou o Looke Kids para Apple TV  e exibiu produções audiovisuais em parceria com a Spcine Play. 
2019 - Lançamento do aplicativo para Apple TV.  Em julho de 2019, o Looke firmou parceria com a operadora Tim Brasil. Em outubro de 2019, passou a exibir a telenovela Ouro Verde, que também passava na Rede Bandeirantes. 
2020 - Tornou-se um dos canais do Prime Video (Brasil), ao lado do Paramount+, MGM (Metro-Goldwyn-Mayer), Starzplay e Noggin.
2022 - Em abril, o Looke passou a ser um serviço exclusivamente por assinatura. Na mesma data, chegou ao México através da Amazon Prime Video. 

## Subsidiária e novo site

### NetMovies
Em novembro de 2015, o Looke comprou a NetMovies, plataforma que oferecia produto similar ao Netflix americano, com entrega de DVDs à casa do cliente e streaming online. O serviço caiu em declínio com a ascensão da Netflix no país, dentre outras razões.  Em maio de 2020, parte do acervo da plataforma foi disponibilizado gratuitamente no YouTube, e outra parte do catálogo foi disponibilizado para ser acessado via site ou aplicativo da Netmovies.

### Cinema Virtual
O Cinema Virtual é uma plataforma de vídeos onde são lançados filmes inéditos no Brasil. Foi desenvolvida por Marcelo Spinassé em parceria com redes de cinemas e lançada em 2020. A partir de 2021, clientes da Claro passam a ter acesso ao Cinema Virtual através do streaming NOW.

### Distribuidoras e cinemas que lançaram um ou mais de seus filmes
- Cinema do Dragão[19]
- Cine Arte Pajuçara (do Centro Cultural Arte Pajuçara, Alagoas)[20]
- A2 Filmes[21]
- Elite Filmes[22]
- Warner Bros.[23]
- Vitrine Filmes[24]
- PlayArte
- Cine 14 Bis
- Paradigma Cine Arte
- Cineramabc
- Kine Vitória
- Cine Company
- Cine Topázio Indaiatuba
- Mobi Cine[25]
- Cine Marquise[26]

### Festival de cinema
202
Festival Cinema pelo Mundo

### Outras exibições
2021
Cinema em Casa (projeto cultural disponibilizado pela embaixada da Alemanha)

## Filmes exibidos gratuitamente

### Festivais e mostras de cinema
A partir de 2020, devido a pandemia de COVID-19, festivais de cinema passaram a ser exibidos por tempo limitado e gratuitamente no Looke:

### 2020
- Festival Varilux de Cinema Francês[30]
- Festival de Cinema Italiano[31]
- Festival de Cinema Latino-Americano, junto com o Sesc Digital e o Spcine Play[32]
- Festival Curta Brasília, em parceria com o Fórum dos Festivais[33]
- É Tudo Verdade[34]
- Mix Brasil[35]
- Lobo Fest[36]
- Festival de Vitória[37]
- CINEfoot[38]
- Visões Periféricas[38]
- ARCHIcine[39]
- Mostra Curta Circuito[40]
- Lumiar (Lumiar Festival Interamericano de Cinema Universitário)[41]
- CINEfoot Mulheres[42]
- 7º BIFF – Brasília International Film Festival[43]
- 8 ½ Festa do Cinema Italiano[44]
- Festival de pré-estreias online do Espaço Itaú de Cinema (no Espaço Itaú Play[45])[38]
- Mostra de Cinema Polonês[46]
- Cine CPFL - Mostra Cinema e Reflexão[47]

### 2021
- Festival Férias Brasileiras[48]

### 2020
- A partir de fevereiro, passaram a ser lançados filmes do Zé do Caixão[49]
- Em julho, em comemoração do próprio aniversário, a produtora O Quadro disponibilizou temporariamente filmes do seu acervo no Looke[29]
- Foi exibido o filme "Em Chamas", de Lee Chang-dong, uma iniciativa da Cine Farol Santander On-line em parceria com a Prana Filmes.[50]